# Cimetière de Sainte-Walburge
Le cimetière de Sainte-Walburge est un cimetière de 20 hectares créé en 1874 sur les hauteurs de Liège. Second en importance après le cimetière de Robermont, il abrite entre autres les dépouilles de Berthe Bovy et Georges Truffaut.

## Le cimetière paroissial
Autrefois, le cimetière ceinturait l'église Sainte-Walburge mais la loi républicaine française de 1801 ayant exigé de ne plus inhumer autour des églises, suivie du décret de Napoléon du 12 juin 1804, la Municipalité définit 3 nouveaux cimetières : le cimetière de Robermont, les Bayards supprimé en 1816 et le cimetière de Hocheporte, rue Naimette, supprimé en 1821.
En 1855, alors que la Ville de Liège envisage de fermer définitivement le cimetière de Sainte-Walburge, la famille Orban y demande une concession à perpétuité en échange de la cession de terrains avoisinants. Frappé d'interdit en 1866, un débat relatif à l'implantation d'un nouveau cimetière va durer des mois.
Le cimetière paroissial sera désaffecté pour la construction de la nouvelle église en 1878 et les restes du célèbre combattant de la révolution belge de 1830 Jean-Joseph Charlier, dit « La Jambe-De-Bois », disparurent. Seul le monument Orban fut sauvegardé.

## Le cimetière actuel
Après de nombreuses études et débats sur les risques de contaminations des nappes aquifères, on inaugure enfin le nouveau cimetière Sainte-Walburge le vendredi 20 mars 1874 situé boulevard Fosse Crahay qui deviendra une large chaussée pavée, baptisée par les toujours facétieux Liégeois, le boulevard des étendus.

## Quelques célébrités qui y sont inhumées
- Joseph Bologne
- Berthe Bovy
- Théophile Bovy
- Marcel Caron
- Maurice Destenay
- Adolphe Eymael
- Jean Haust
- Jacques Izoard
- Henri Koch
- Léopold Levaux
- Edgar Scauflaire
- La famille Sullon
- Léon Troclet
- Georges Truffaut
- Fernand Vetcour
- Maurice Waha
- Adrien de Witte
- Georges Yu